# Bio-Topia
Bio-Topia, tot 2022 bekend als Parc Zoologique Fort-Mardyck Dunkerque Grand Littoral, is een kleine dierentuin in de tot de gemeente Duinkerke behorende plaats Fort-Mardijk.

## Geschiedenis
In 1959 werd een gemeentelijke speeltuin aangelegd in het hart van de plaats. Er kwamen ook enkele dierenverblijven om de aantrekkelijkheid voor de bezoekers te vergroten. Niet alleen door giften maar ook door vangsten van de douane kwamen er allerlei dieren bij zoals zebra's, kangoeroes en beren. Een vereniging Amis du Zoo werd in 1967 opgericht om een en ander te ondersteunen, inclusief een bar en een winkeltje.
In 1998 kwamen er strenge regels voor dierentuinen en speeltuinen, wat professioneler beheer vereiste, waarop het Stadsgewest Duinkerke het beheer overnam. Er volgde een periode van modernisering, waartoe van 2000-2005 de poorten moesten worden gesloten om het dierentuintje tot een volwaardige dierentuin te laten uitgroeien. Gekozen werd voor het thema "Europese fauna". Een kleine afdeling exotische dieren bleef aanwezig om dieren op te vangen die door de douane in beslag werden genomen.
Ondanks het Europese thema werden er na verloop van tijd meer niet-Europese diersoorten aan de collectie toegevoegd. In 2022 veranderde het park haar naam in Bio-Topia.